# 130e bataillon de tirailleurs sénégalais
Le 130e Bataillon de Tirailleurs Sénégalais (ou 130e BTS) est un bataillon français des troupes coloniales.

## Création et différentes dénominations
- 22/09/1918: Formation du 130e Bataillon de Tirailleurs Sénégalais à Fréjus

## Chefs de corps
- 22/09/1918: Chef de Bataillon Bron
- 03/04/1919: Capitaine Pisella
- 19/04/1919; Chef de bataillon Pinet

### Sources et bibliographie
Mémoire des Hommes